# Utryckningsfordon

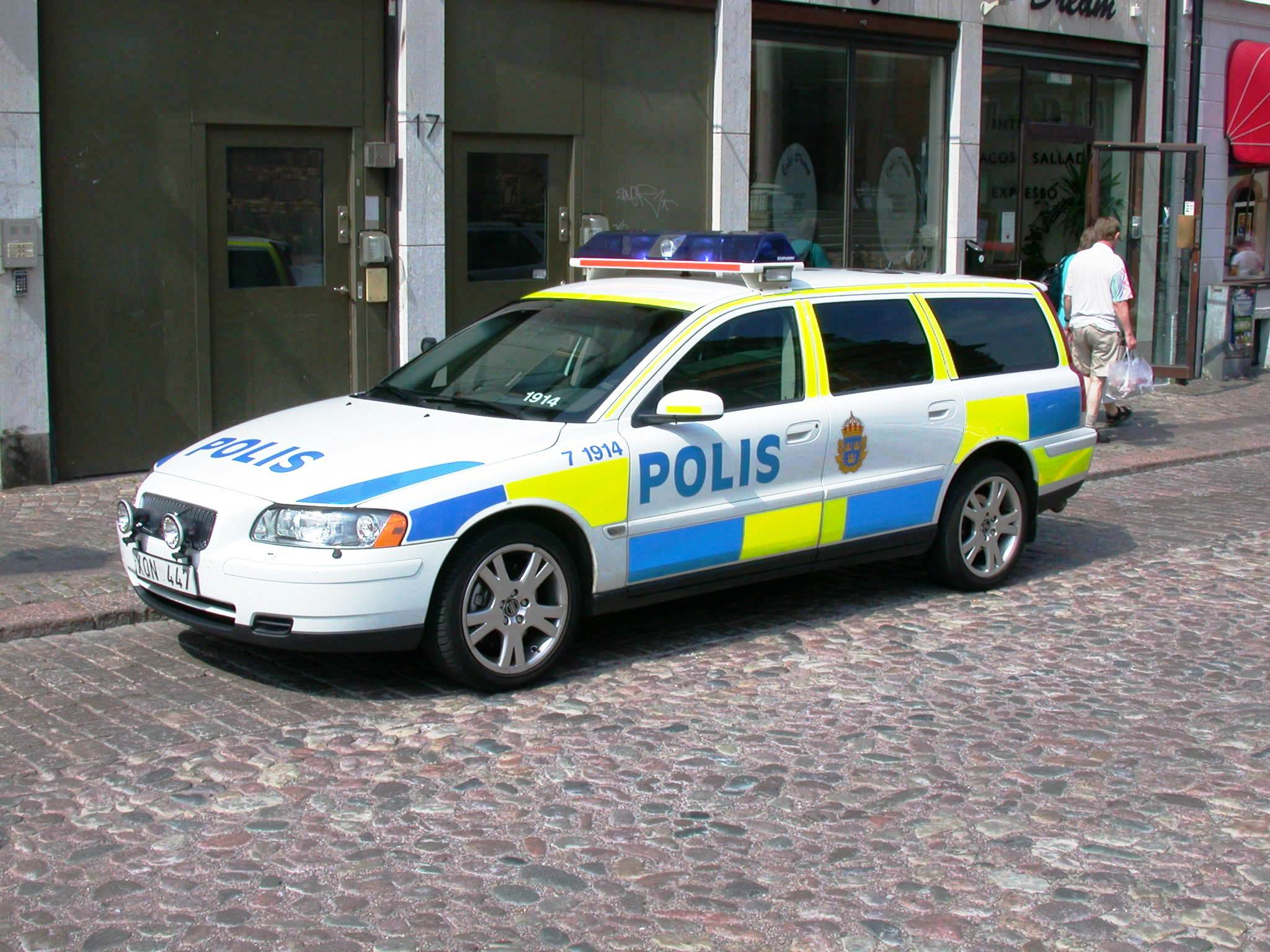
Svensk polisbil med blå-gula färgmarkeringar i battenburgmönster. Battenburgmönster används av flera nationella polismyndigheter inom EU.

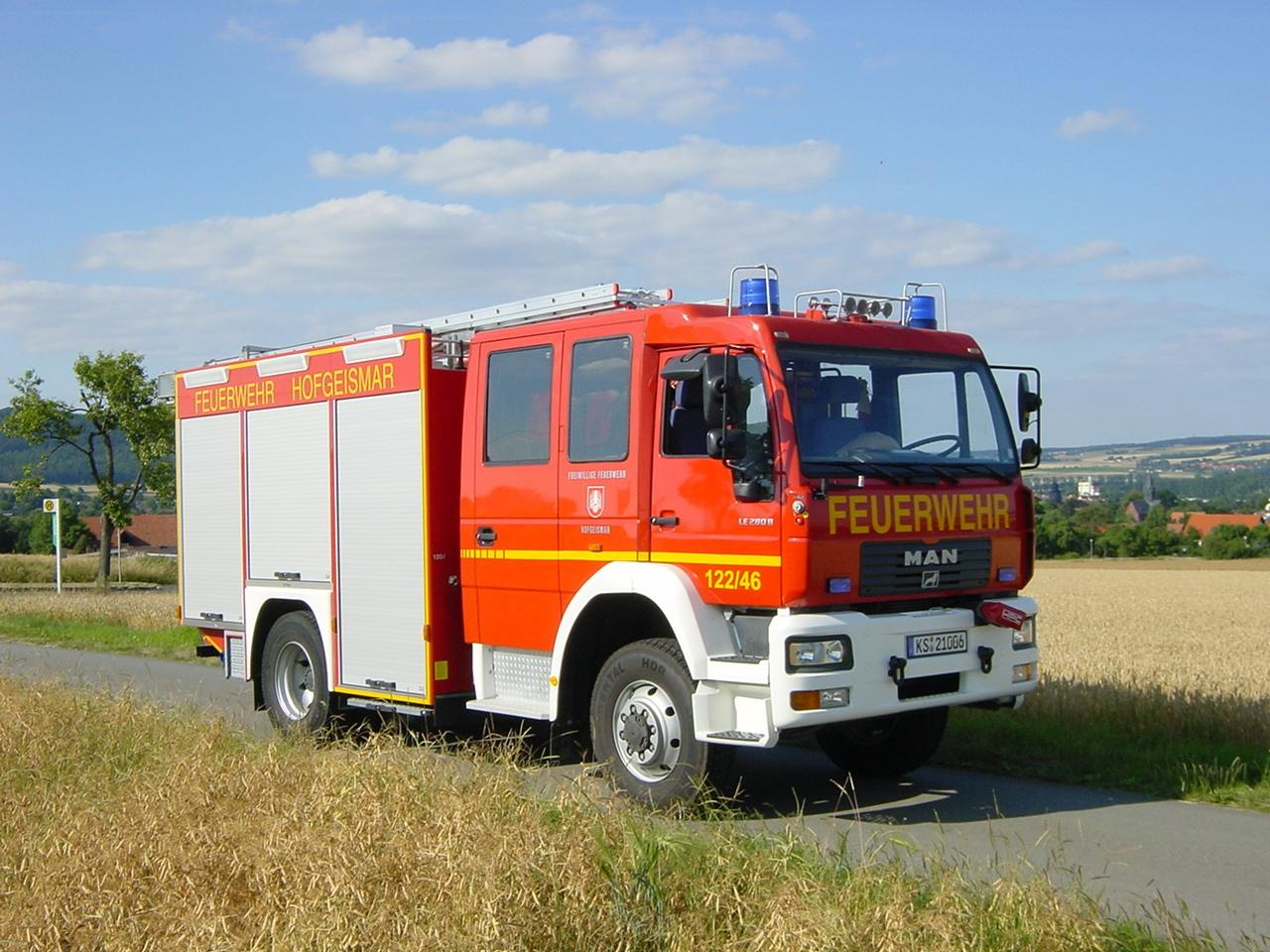
Brandbil från Tyskland.

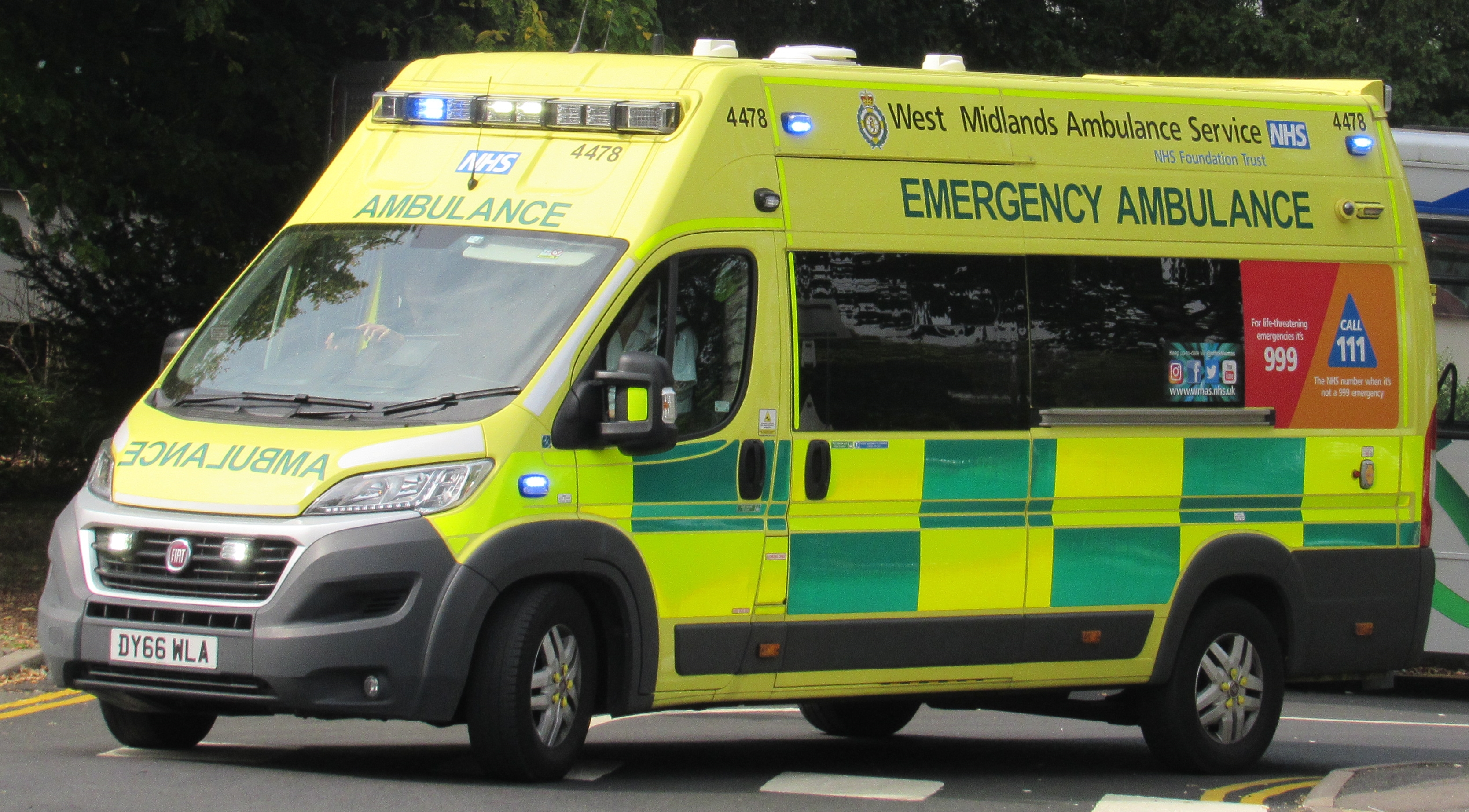
Ambulans från England med gul-gröna färgmarkeringar i battenburgmönster.

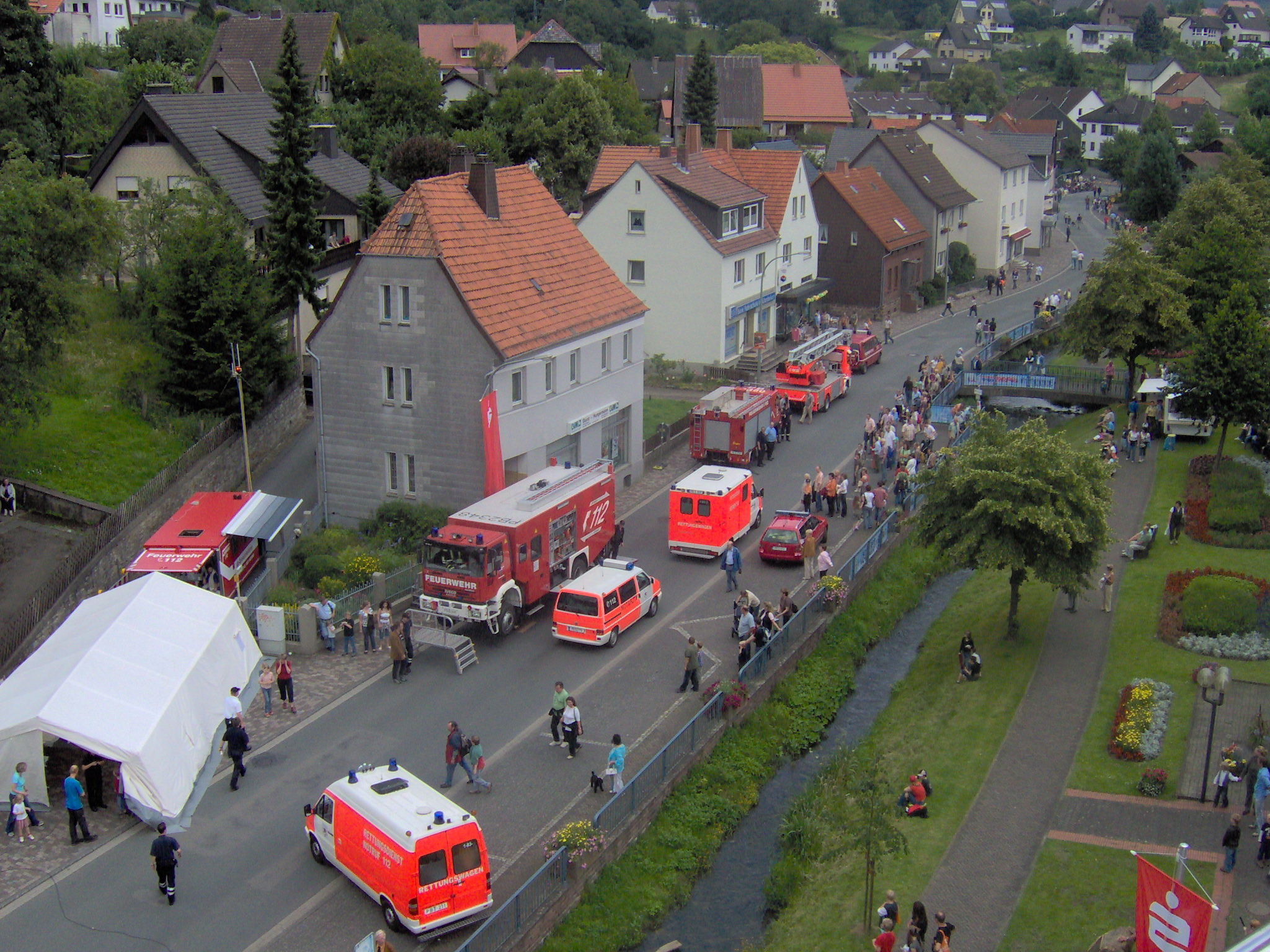
Bild från Tyskland. Olika typer av utryckningsfordon vid en olycksplats.

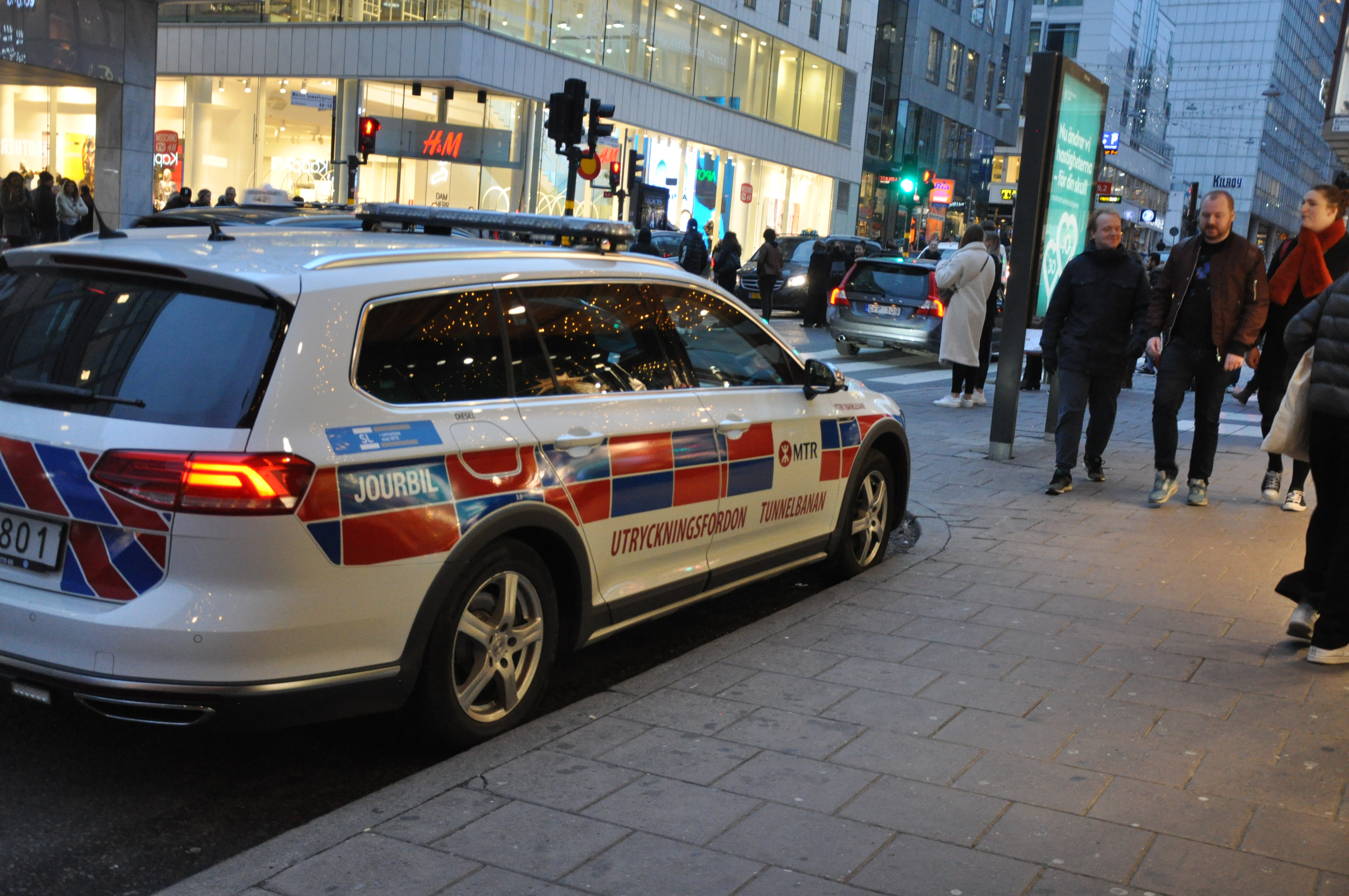
Trafikledningsfordon från MTR.

Ett utryckningsfordon är ett motorfordon som används vid brådskande utryckning i samhällsviktig verksamhet. Fordon som används som utryckningsfordon skall vara godkända och registrerade som utryckningsfordon enligt respektive lands lagar och bestämmelser. Gemensamma drag som gäller utryckningsfordon oavsett land inkluderar att utryckningsfordon skall vara utrustade med en larmanordning, det vill säga ha blinkande varningsljus med möjligheten att kombinera med akustisk siren. När en förare av ett utryckningsfordon påkallar fri väg i en nödsituation, är övriga trafikanter skyldiga att underlätta fordonets framkomlighet genom att hålla åt sidan, sakta ner eller stanna. Föraren av ett utryckningsfordon får i en nödsituation bryta mot vissa trafikregler, till exempel hastighetsbegränsningar, om detta kan ske på ett tillräckligt säkert sätt, det vill säga utan att orsaka ytterligare olyckor, för att rädda liv. Det kan till exempel vara motiverat för att snabbt nå fram till en olycksplats eller transportera skadade personer till sjukhus.  Det är dock inte tillåtet för övriga trafikanter att bryta mot trafikregler för att skapa fri väg åt ett utryckningsfordon. 
De flesta utryckningsfordon tillhör statliga myndigheter eller andra samhällsorgan, som polis, sjukvård och räddningstjänst, och några vanliga exempel på utryckningsfordon är polisbilar, brandbilar och ambulanser. Men också icke-statliga organisationer och företag kan få tillstånd för utryckningsfordon beroende på verksamhet, behov och säkerhet. Reglerna för tillstånd, liksom hur utryckningsfordon skall se ut och utrustas, kan variera mellan länder, men utryckningsfordon av olika typer inom ett land brukar ha standardiserade utseenden, för att de och deras funktion skall kännas igen av allmänheten. Ofta används utmärkande färger, symboler och mönster för att indikera funktion och stärka synlighet.

## Utryckningsfordon i Sverige

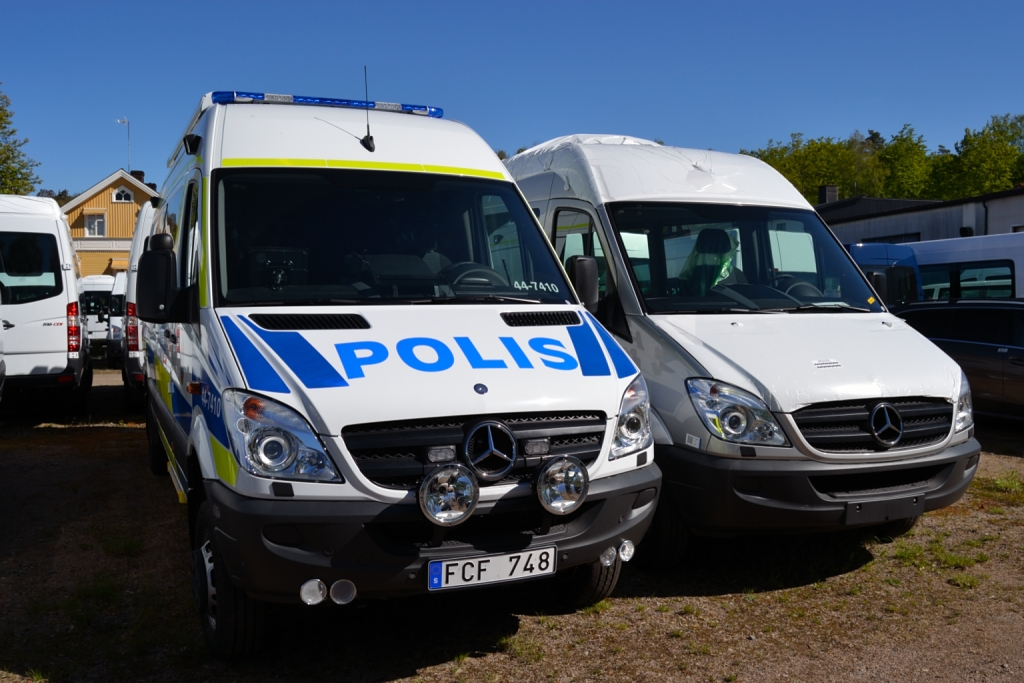
Polisminibuss före och efter modifiering.

Utryckningsfordon i Sverige ska vara utrustade med godkänd larmanordning, det vill säga ett blinkande blått ljus, blåljus, med möjlighet att kombinera med akustisk siren med två olika ljudlägen (Highlow och Yelp) men även tryckluftsdrivna tutor med två toner förekommer också. 
Ambulanser fick elektroniska sirener istället för tryckluftstutor kring mitten av 70-talet. Polisbilar på 90-talet var utrustade med Nanopuls SOS-106 som siren, vilket gjorde att de lät som Finlands utryckningsfordon. Numera är det Standby som finns utrustade på majoriteten utryckningsfordon, men även andra sirentillverkare såsom Federal Signal av modellen Federal Signal AS-320, Premier Hazard, Max Martin 2297 GM och Whelen förekommer. Användning på andra fordon är förbjuden enligt lag. Det är Länsstyrelsen som ger tillstånd att bestycka ett fordon med larmanordning och därmed även godkännande till fordonet som utryckningsfordon. Användande av larmanordning utan tillstånd kan räknas som föregivande av allmän ställning och är i det fallet brottsligt.
Ett tilltänkt utryckningsfordon måste först lämplighetsgodkännas vid en registreringsbesiktning. För att fordonet sedan ska få anges som ett utryckningsfordon måste dispens medges av Transportstyrelsen. Det måste finnas ett tydligt motiv som innebär "fara för liv eller egendom" för att dispens skall medges. Det är svårt att få dispens för användning av utryckningsfordon i Sverige, i de allra flesta fall krävs det att en myndighet, kommun eller region eller motsvarande, formulerar ett syfte och står som huvudman bakom ansökan.
Fordon som är godkända som utryckningsfordon har en notering om detta i vägtrafikregistret. De vanligaste typerna av utryckningsfordon i Sverige nyttjas av Polismyndigheten, ambulanssjukvården och Räddningstjänsten. Det finns dock även andra organisationer som fått tillstånd att utrusta sina fordon med larmanordningar. Nyttjande av larmanordningar för att påkalla fri väg är ibland avgränsat till specifikt syfte angivet i dispensen. 
Exempel på andra organisationer vid sidan om polis, sjukvård och räddningstjänst som har godkända utryckningsfordon i Sverige är:
- Tullverket
- Försvarsmakten, på fordon som tillhör militärpolisen samt vissa skyddsvaktsgrupper.
- Kriminalvården, civila specialfordon för fångtransporter vid förhöjd hotbild.

### Djurskydd
- Skadeservice i Östhammar AB, bedriver specialuppdrag med räddningsdykare och kemdykare åt räddningstjänsten i norra Uppland.
- Djurambulansen i Jönköping, Utför akuta transporter av skadade och sjuka djur. Utför också uppdrag med Räddningstjänsten.
- Djurambulansen i Skåne AB, Utför akuta djurtransporter i samarbete med Räddningstjänst, polis och länsstyrelse.
- Djurambulansen i Stockholm, Vid undantagsfall med speciellt tillstånd av polis

### Energi
- Fortum, gasjour.
- Göteborg Energi, gasjour

### Transport; flyg, järnväg, väg
- Bärgningstjänsten Sverige AB, i Göteborg har bärgningsbilar med larmanordning, men endast när Göteborgs Spårvägars Trafikledning (TLI) anger trängande fall på grund av olycka med spårvagn får dessa användas.
- Göteborgs Spårvägar, bedriver spårbunden trafik och behöver snabbt kunna nå olyckor som innefattar denna.
- Infranord, tidigare Banverket Produktion, kör för uppdrag åt Trafikverket i Skåne. Behöver snabbt kunna nå olyckor som innefattar främst Södra stambanan.
- Luftfartsverket
- MTR Tunnelbanan, trafikledningsbilar för tunnelbanan i Stockholm.
- Securitas, skyddsvakter vid Arlanda, Bromma, Malmö Airport, Landvetter Airport samt vid vissa uppdrag för Försvarsmakten.
- SJ Stockholmståg AB, trafikledningsbilar för pendeltågen i Stockholm.
- Swedavia, på fordon som används av ATOS (Airport Technical & Operative Supervisor) exempelvis på Arlanda.
- Sjöräddningssällskapet, vissa av sjöräddningssällskapets dragbilar för svävare och Rescuerunner. Endast vid larm från sjöräddningscentralen JRCC.
- Keolis, trafikledning vid Lunds spårväg.[1]
- Vägassistans, för att hjälpa till att röja undan olycksdrabbade fordon i Göteborg och Stockholm.

| Exempel på Battenburgmarkeringar i Sverige |                    |              |
|                                            | Polis              | Gul / Blå    |
|                                            | Ambulans           | Gul / Grön   |
|                                            | Räddningstjänst    | Gul / Röd    |
|                                            | Väghållningsfordon | Orange / Blå |

## Lagar och regler
- Transportstyrelsens författningssamling TSFS 2013:63

## Äldre författningar
- Transportstyrelsens författningssamling TSFS 2010:2